# Драган Пунишић
Драган Пунишић (Београд, 1. март 1966) бивши је српски фудбалер. Освојио је шампионску титулу у бившој Југославији са фудбалским клубом Војводина. Након тога је играо за Ријеку и друге фудбалске клубове.